# Felix Loretz
Felix Loretz (* 13. November 1975) ist ein ehemaliger Schweizer Speerwerfer. Der 1,81 m grosse Loretz startete für den LC Zürich und hat zweimal an Leichtathletik-Europameisterschaften und einmal an Leichtathletik-Weltmeisterschaften teilgenommen. Im September 2008 gab er den Rücktritt vom Spitzensport bekannt. Von Beruf ist Loretz Bauleiter Hochbau HFP. Er wohnt im Kanton Zürich.

## Erfolge
- 1990: Schweizer Meister Jugend B
- 1992: Schweizer Meister Jugend A
- 1993: Schweizer Meister Junioren
- 1996: Schweizer Meister Espoir
- 1997: Schweizer Meister Espoir
- 1998: Schweizer Meister[1]
- 2001: Schweizer Meister
- 2002: Teilnehmer Leichtathletik-Europameisterschaften
- 2005: Schweizer Meister
- 2006: Teilnehmer Leichtathletik-Europameisterschaften
- 2007: Schweizer Meister; 5. Rang CISM Military World Games, Teilnehmer Leichtathletik-Weltmeisterschaften Osaka
- 2008: Schweizer Meister

Schweizer Rekord Espoir: 73,70 m (Düdingen 1997)

## Persönliche Bestleistungen
- Speerwurf: 78,56 m, 26. Juni 2002 in Luzern